# Marco Gávio Apício
Marco Gávio Apício (ou simplesmente Apício; em latim Marcus Gavius Apicius) foi um gastrônomo romano do século I suposto escritor do livro De re coquinaria, a melhor fonte para se conhecer a gastronomia do mundo romano. Viveu durante os reinados dos Imperadores Augusto e Tibério. Casou com uma das filhas de Lúcio Élio Sejano.

## Biografia
Apício era conhecido, sobretudo, por suas excentricidades e por sua enorme fortuna pessoal, a qual ele dilapidou no afã de preparar para si os mais refinados alimentos, elaborados com complicadas receitas, algumas atribuídas a ele, como o foie gras feito a partir do fígado de ganso alimentados com figos. Seu desmedido epicurismo levou a que tivessem por ele muita antipatia dos estoicos contemporâneos como Sêneca e Plínio o Velho: É desconhecida data de sua morte, provavelmente ocorrida ao final do reinado de Tibério. Consta tradicionalmente que Apício se suicidou por envenenamento por ter percebido que arruinara sua vida por seus procederes.
Apício foi sem dúvida o primeiro escritor do mundo antigo a dedicar uma especial atenção à gastronomia, sabe-se também que na Grécia Antiga houve também quem dedicasse várias obras ao assunto. A obra De re coquinaria, a qual chegou a nossos dias procedendo do manuscrito do século V, estaria longe, bem diferente, da obra original escrita por Apício (caso ele tenha sido realmente o autor). Muitas diferentes versões do Latim utilizado nos diversos capítulos, muitas incongruências cronológicas linguísticas, partes faltantes (mas citadas no índice em outras parte) levam a pensar que houve diversas compilações e acréscimos sucessivos ao longo de séculos depois da morte do suposto autor, Apício. 
Assim, conforme análises feitas, os documentos que chegaram até nossos tempos poderiam datar do século V e são produto de diversas agregações sucessivas. A primeira edição impressa de De re coquinaria surgiu em Milão em 1498, edição Guillaume Le Signerre (há uma editada por Bernardino de Veneza sem data conhecida). A essas se sucederam diversas por toda Europa.

## Estudo recente
A historiadora Wanessa Ásfora, professora de pós-graduação em "Gastronomia" do SENAC, SP defendeu tese de Doutorado na USP, "Apício: história da incorporação de um livro de cozinha na Alta Idade Média (séculos VIII e IX)" , onde é apresentada uma visão medieval da obra atribuída a Apício. As mais antigas versões, segundo o estudo, seriam 3 manuscritos dos séculos VIII e XIX, oriundos de monastérios da Alemanha e da França e atribuídos ao gastrônomo romano. A primeira impressão seria de 1541, contendo 490 receitas transcritas por monges medievais, a já falada "De coquinaria", nome dado aliás mais tarde (século XIX) por um erudito. O trabalho de Wanessa Ásfora teve contribuições do historiador italiano Mássimo Montanari.

## Citações de outros autores sobre Apício
- Sêneca: Consolação a Hélvia, 10, 8-9
- Plínio, o Velho: História Natural
- Tertuliano: De Anima, 33, 4
- Marco Valério Marcial: Epigramas
- Ateneu de Náucrates: Deipnosofistas (O Banquete dos Sábios)

## Nota
1. ↑  Revista "Gosto" - Editora Isabella SP - nº 9 de abril de 2010 - pg.28 - Xavier Bartaburu